# Stelios Mijakis
Stilianos „Stelios” Mijakis (gr. Στυλιανός „Στέληως” Μυγιάκης; ur. 5 maja 1952 w Retimno) – grecki zapaśnik walczący w stylu klasycznym. Czterokrotny olimpijczyk. Złoty medalista z Moskwy 1980; siódmy w Monachium 1972 i Montrealu 1976 i odpadł w eliminacjach turnieju w Los Angeles 1984. Startował w kategorii 62 kg.
Czterokrotny uczestnik mistrzostw świata, czwarty w 1974 i 1979; piąty w 1978 i ósmy w 1983. Triumfator mistrzostw Europy w 1979. Mistrz igrzysk śródziemnomorskich w 1983 i srebrny medalista w 1975 i 1979 roku.
- Turniej w Monachium 1972

Pokonał Mohammada Kederiego z Afganistanu, Jakoba Tannera ze Szwajcarii i zawodnika radzieckiego Dżemala Megriszwiliego. Przegrał z Kazimierzem Lipieniem i Georgim Myrkowem z Bułgarii.
- Turniej w Montrealu 1976

Zwyciężył Mehmeta Uysala z Turcji i Larsa Malmkvista ze Szwecji. Przegrał z Kazimierzem Lipieniem i zawodnikiem radzieckim Nelsonem Dawidianem.
- Turniej w Moskwie 1980

Wygrał z Kazimierzem Lipieniem, Ghulamem Sanayem z Afganistanu, Szwedem Larsem Malmkvistem, Borisem Kramarienką z ZSRR, Węgrem Istvánem Tóthem.
- Turniej w Los Angeles 1984

Pokonał Salima Abd an-Na’ima z Egiptu a przegrał z Hugo Dietschem ze Szwajcarii i Kim Won-gimem z Korei Południowej.